# Nikola Jurčević
Nikola Jurčević (né le 14 septembre 1966 à Zagreb en Croatie) est un footballeur international croate reconverti entraîneur de football.

## Biographie
Il joue durant sa carrière pour de nombreux clubs tels que le Dinamo Zagreb (avant 1988), en Belgique au Royal Antwerp FC (1988–1989), NK Zagreb (1989–1991), en Autriche au SV Austria Salzbourg (1991–1995 puis 1997–1999), et en Allemagne au SC Fribourg (1995–1997). Il joue dans l'équipe de Croatie de football (19 matchs/2 buts).
Il participe à l'Euro 1996.
Entre février 2019 et décembre 2019, il est le sélectionneur de l'équipe d'Azerbaïdjan de football.
En octobre 2023, il est nommé sélectionneur de l'équipe du Liban de football ; il quitte son poste « d'un commun accord » avec la Fédération libanaise dès le mois de décembre, avec un bilan de 2 matchs nuls et de 2 défaites

### Buts internationaux
| But | Date             | Lieu                 | Adversaire | Score | Résultat | Compétition             |
| --- | ---------------- | -------------------- | ---------- | ----- | -------- | ----------------------- |
| 1   | 17 août 1994     | Ramat Gan, Ramat Gan | Israël     | 3 – 0 | 4 – 0    | Match amical            |
| 2   | 15 novembre 1995 | Bežigrad, Ljubljana  | Slovénie   | 2 – 1 | 2 – 1    | Éliminatoires Euro 1996 |